# シャーザド・ウディン
シャーザド・ウディン（英語: Shahzad Uddin）は、イギリスの経営学者（会計学）。学位はDoctor of Philosophy（マンチェスター大学）。エセックス大学経営学部教授・説明責任・グローバル開発研究センターセンター長。
クイーンズ大学ベルファストでの勤務を経て、エセックス大学会計研究センターセンター長などを歴任した。

## 概要
グレートブリテン及び北アイルランド連合王国で活動する会計学者である。クイーンズ大学ベルファスト、エセックス大学にて教鞭を執った。『Journal of Accounting in Emerging Economies』の編集長を務めたことでも知られる。

## 来歴

### 生い立ち
マンチェスター大学に進学し、Master of Scienceの学位を取得した。さらに同大学にてDoctor of Philosophyの学位を取得した。

### 会計学者として
1998年にクイーンズ大学ベルファストに採用され、学術活動を開始する。その後、エセックス大学に採用され、2010年9月1日より経営学部の教授として着任する。エセックス大学では要職を歴任しており、会計研究センターのセンター長を兼務していた。その後、説明責任・グローバル開発研究センターにおいてもセンター長を兼務した。そのほか、他の教育・研究機関の役職も兼任していた。インドネシア共和国においては、ガジャ・マダ大学の経済・経営学部にて客員教授を務めていた。日本国においては、静岡県立大学にて経営情報学部の客員教授を兼任していた。

## 研究
専門は会計学であり、労働統制をはじめとする管理統制や、公共セクターの会計、企業統治、多様な組織的・文化的環境における持続可能性、といった分野の研究に従事した。社会学、人類学、開発経済学、哲学などの定性的な伝統的手法で研究にあたった。研究成果は『Accounting, Organizations and Society』、『Public Administration』、『Development and Change』、『Social Science & Medicine』、『Work, Employment & Society』および『Journal of Critical Realism』などで発表している。また、『Journal of Accounting in Emerging Economies』においては編集長を務めていた。
これまでの業績に対しては、英国会計ファイナンス学会より2023年に卓越学術賞が授与されている。

## 略歴
- 1998年 - クイーンズ大学ベルファスト採用[1]。
- 2010年 - エセックス大学経営学部教授[2]。

## 賞歴
- 2023年 - 英国会計ファイナンス学会卓越学術賞[5]。

## 著作

### 編纂
- Mathew Tsamenyi and Shahzad Uddin, eds. Corporate governance in less developed and emerging economies, Emerald JAI, 2008. ISBN 9781848552524
- Mathew Tsamenyi and Shahzad Uddin, eds. Accounting in emerging economies, Emerald, 2009. ISBN 9781849506250
- Mathew Tsamenyi and Shahzad Uddin, eds. Research in accounting in emerging economies, Emerald, 2010. ISBN 9780857244512
- Trevor Hooper et al., eds. Handbook of accounting and development, E. Elgar, 2012. ISBN 9781848448162

### 分担執筆、寄稿、等
- Stewart Jones, ed. The Routledge companion to financial accounting theory, Routledge, 2015. ISBN 9780415660280